# Maleevus disparoserratus
Maleevus disparoserratus es la única especie conocida del género extinto  Maleevus  (“de Maleev”) de dinosaurio tireofóro anquilosáurido, que vivió a finales del período Cretácico, hace aproximadamente 90 millones de años, en el Turoniense, en lo que es hoy Asia. 
Conocido solo por partes de la mandíbula inferior y la base del cráneo descubiertos por Evgenii Aleksandrovich Maleev, en Baynshirenskaya Svita, Shireegiin Gashuun, Omnogov, Mongolia. Los maxilares conservados tienen una longitud de unos doce centímetros y se ha estimado que llegó a medir alrededor de los 6 metros de largo. Los huesos encontrados son muy similare a otro anquilosáurido mongol Talarurus, y muchos creen que Maleevus solo es otra especie de Talarurus genus. En 1987 Turmanova llamó a Maleevus por Maleev y a la especie tipo, M. disparoserratus.
Entre 1946 y 1949, las expediciones soviético-mongolas descubrieron fósiles en Shiregin Gashun. En 1952, el paleontólogo soviético Evgenii Aleksandrovich Maleev nombró algunos fragmentos de hueso anquilosauriano como una nueva especie de Syrmosaurus, Syrmosaurus disparoserratus. El nombre específico se refiere a las estrías desiguales en los dientes. Syrmosaurus disparoserratus fue por Maleev colocado en el Syrmosauridae. Hoy es visto como un miembro de los Ankylosauridae .
El holotipo , PIN 554 / I, se encontró en una capa de la Formación Bayan Shireh que data del Cenomaniense al Santoniense. Se compone de dos huesos de la mandíbula superior, izquierda y derecha maxilares. Maleev asumió erróneamente que estos representaban las mandíbulas inferiores. Se remitió el espécimen PIN 554 / 2-1, la parte posterior del cráneo de otro individuo.
En 1977, Teresa Maryańska observó una similitud con otro anquilosáurigo mongol, Talarurus, en que ambos taxones tienen aberturas separadas para el nervio craneal noveno a duodécimo. Por lo tanto, cambió el nombre de la especie como Talarurus disparoserratus. Habiendo determinado que Syrmosaurus es un sinónimo más moderno de Pinacosaurus, la paleontóloga soviética Tatyana Tumanova nombró el material como un nuevo género Maleevus en honor a Maleev en 1987. La especie tipo sigue siendo Syrmosaurus disparoserratus, la combinatio nova es Maleevus disparoserratus. En 1991, George Olshevsky nombró a la especie como un Proscosaurus disparoserratus. En 2014, Victoria Megan Arbor determinó que la base del cráneo no era diferente al de muchos otros anquilosáuridos y que el rasgo distintivo único de los dientes, un patrón en zigzag en el cíngulo, se compartía con Pinacosaurus. Ella concluyó que Maleevus era un nomen dubium .